# De kamer
De kamer is het eerste gepubliceerde verhaal van Harry Mulisch. Het verscheen in 1947 in Elseviers Weekblad en werd opnieuw gepubliceerd in de verzameling romans Mulisch' universum (1997).

## Ontstaan en inhoud
In Zelfportret met tulband (opgenomen in de bundel Voer voor psychologen, 1961) beschrijft Mulisch hoe bij op het idee kwam van 'De kamer'. In de winter van 1946 en 1947 bezocht Mulisch iedere zaterdag zijn vader die in een interneringskamp te Wezep zat. Dit deed hij liftend. Deze keer ging de terugreis bijzonder moeizaam. Het laatste stuk, van Amsterdam naar Haarlem, moest hij lopen. Toen hij bijna in Haarlem was passeerde hij een huis waaruit muziek klonk: in een van de kamers werd piano gespeeld.
Dit fascineerde Mulisch enorm. Thuisgekomen kreeg hij voor het eerst in zijn leven de ingeving dat hij wel een verhaal zou willen schrijven. Een verhaal over een man die steeds langs een huis komt, waarin in een van de kamers steeds piano wordt gespeeld. De man zou gefascineerd raken door de kamer, maar op een gegeven moment op reis gaan. Meer wist Mulisch op dat moment nog niet, maar hij besloot om eerst op te schrijven wat hij al had en dan te bekijken hoe het verhaal zich verder zou ontwikkelen.
In de definitieve versie van 'De kamer' keert de man terug uit het buitenland en op zoek naar nieuwe woonruimte huurt hij de kamer in kwestie. Hij wordt dan getroffen door een geheimzinnige ziekte, waarvan hij niet meer zal genezen. Hij begrijpt dan waarom de kamer hem zo fascineerde: het is zijn sterfkamer.

## Korte bespreking
J.H. Donner heeft erop gewezen dat kamers een belangrijk motief zijn in Mulisch' werk. Behalve de sterfkamer uit 'De kamer' wijst hij op de kamers in onder meer Chantage op het leven (1953) en Voer voor psychologen. Deze kamers worden vaak niet betreden. Ook in het latere werk is dit motief te herkennen, bijvoorbeeld in De procedure (1998).
Een ander typisch Mulisch-element in 'De kamer' is de omgekeerde causaliteit. Het feit dat de man zal sterven in de kamer, veroorzaakt "met terugwerkende kracht" de fascinatie van de man. Vergelijkbare omkeringen van de causaliteit zijn te vinden in onder meer De zaak 40/61.